# شبگردمیمون‌ها
شبگردمیمون‌ها (نام علمی: Tarsius) نام یک سرده از تیره شبگردان هندی است.

## گونه‌ها
- - میمون شبگرد دیان, T. dentatus
  - میمون شبگرد لاریانگ, T. lariang
  - میمون شبگرد جزیره پلنگ, T. pelengensis
  - میمون شبگرد سانگیهه, T. sangirensis
  - میمون شبگرد طیفی, T. tarsier
  - میمون شبگرد جزیره سیائو, T. tumpara
  - میمون شبگرد کوتوله, T. pumilus
  - میمون شبگرد والاس, T. wallacei
  - T. fuscus
  - T. sp. 1
  - T. sp. 2